# Duhovna oskrba
Duhovna oskrba je oblika svetovanja, ki je usmerjena v nudenje podpore, vodenje, pomiritev in pomoč pri zdravljenju članom različnih verskih skupnosti ali komurkoli drugemu znotraj različnih institucionalnih struktur na primer: bolnikom, vojakom, policistom, zapornikom,...
Duhovno oskrbo nudijo duhovniki, duhovni asistenti, duhovni spremljevalci, drugi duhovni in verski voditelji ali zato usposobljene osebe.
Duhovna oskrba je lahko v obliki preprostega osebnega pogovora ali kot oblika formalnega obiska s strani zato usposobljene osebe.
V praksi se duhovno svetovanje uporablja in izvaja glede na dano situacijo in okoliščine vsakega posameznika.
Ena izmed oblik duhovno oskrbe je tudi duhovno spremljanje otrok, dijakov in študentov, za katero skrbijo duhovni spremljevalci, to so lahko učitelji, duhovniki ali druge osebe, s čimer želijo spremljanemu pomagati pri njegovem dobrem počutju tako na osebnem kot socialnem področju.
Svetovanje lahko obsega vrsto različnih tematik tako s področja zdravja, etike in morale, vedenja, čustvene podpore,...
Takšna oblika duhovne oskrbe je pogosta v Združenem kraljestvu in v Skupnosti narodov v katero sta vključeni tudi Avstralija in Nova Zelandija.
V Avstraliji in Novi Zelandiji poznajo predvsem duhovno spremljanje študentov.
Takšna obliko duhovnega spremljanja poznamo tudi v Sloveniji, deležni so jo dijaki in študentje, ki obiskujejo katoliške šole in semenišča.

## Pojmovanje duhovne oskrbe

### Novodobno pojmovanje
Teorija in filozofija novodobnega pojmovanja duhovne oskrbe se ne nanaša na različna verska prepričanja ali tradicije.
Tisti, ki nudijo duhovno oskrbo morajo biti vešči in usposobljeni, da obzirno in spretno odkrivajo notranje doživljanje vsakega posameznika, ki izhajajo iz različnih družbenih položajev. Ob tem morajo upoštevati naravo oziroma značaj vsakega posameznika, ter mu poskušati, na njemu primeren način, pomagati pri iskanju smisla, notranjih virov moči, vzdržljivosti, sposobnosti in zmožnosti za reševanje problemov.
Zgodovinsko gledano, izvira duhovna oskrba iz krščanstva, kasneje pa se je razširila in postala tudi del drugih verskih prepričanj.

### Krščansko pojmovanje
V Svetem pismu se vlogo duhovnega vodja povezuje z nalogami učitelja. Duhovni vodja je pojmovan kot pastir, ki skrbi za svojo čredo.
Pastir svojo čredo varuje, skrbi za njene potrebe, podpira šibkejše, čredo spodbuja, jo hrani, ji nudi oskrbo, jo ščiti, krepča in vodi.
"Jaz sem dobri pastir. Dobri pastir da svoje življenje za ovce. Tisti pa, ki je najemnik in ne pastir in ovce niso njegove, pusti ovce in zbeži, ko vidi, da prihaja volk, in volk jih pograbi in razkropi. Je pač najemnik in mu za ovce ni mar. Jaz sem dobri pastir in poznam svoje in moje poznajo mene." (Jn 10, 7-20)
Kot primer lahko to prispodobo prenesemo tudi na razumevanje pojma duhovne oskrbe, kjer duhovni vodja (pastir) pomaga ljudem na poti k svetosti, jim nudi tolažbo in jih vodi po njihovi poti življenja.

##### Zdravljenje duše
V nekaterih vejah krščanstva poznajo pojem zdravljenje duše (Latinsko: cura animarum), arhaični izraz, ki ga danes nadomeščamo z izrazom skrb za duše, ki jo izvajajo duhovniki.
Takšna oblika duhovne oskrbe se izvaja v obliki posredovanja napotkov, nasvetov v obliki pridig, svaril, opominov in s podeljevanjem zakramentov pripadnikom verske skupnosti.

## Institucionalna duhovna oskrba
Duhovna oskrba je organizirana tudi znotraj različnih institucij ali ustanov kot so na primer bolnišnice in zapori.

### Duhovna oskrba v policiji
Z zakonom o verski svobodi imajo imajo pravico do duhovne oskrbe tudi slovenski policisti in policistke, ter njihovi družinski člani.
Organizacijo in izvrševanje te pravice določi minister za notranje zadeve.
Duhovno oskrbo policistom in policistkam nudi policijski vikar Igor Jereb, ki mu pomagata sodelavca p. Jona Janez Vene in Mirko Klobučar.

### Duhovna oskrba v vojski
Z zakonom o verski svobodi imajo imajo pravico do duhovne oskrbe tudi pripadniki Slovenske vojske ter njihovi družinski člani. Organizacijo in izvrševanje te pravice določi minister za obrambo.
Duhovno oskrbo pripadnikom Slovenske vojske nudi vojaški vikar Matej Jakopič. Pomagajo mu vojaki kaplani in pastoralni asistenti.